# Margarita Restrepo (líder social)
Margarita Restrepo (16 de diciembre de 1962, Medellín, Antioquia) es una líder social Colombiana de la Comuna 13, (San Javier) de Medellín, defensora de derechos humanos e integrante de la ONG Mujeres Caminando por la Verdad.
Es reconocida por denunciar las desapariciones forzadas ocurridas en el marco de la Operación Orión, en particular el caso de su hija, Carol Vanesa Restrepo, desaparecida en el año 2002 cuando tenía 17 años a manos de grupos paramilitares.

## Biografía
En el año 1988 Margarita Restrepo llega a vivir a la Comuna 13 y dos años después (1990) logra comprar su casa en el sector y se radica allí con su familia e hijos ejerciendo un liderazgo en la comunidad.
Para el año 2018 abandona totalmente la Comuna por amenazas a su vida y se radica el otro lugar de la ciudad continuando con su lucha social.
Margarita continúa bajo amenaza. En diciembre de 2019 la UNP le brindó una medida de protección compuesta por un teléfono celular y un chaleco.

## Activismo y amenazas
Desde 1988 empezó a ejercer su activismo en la comuna ayudando a los habitantes del sector con las obras sociales y denuncias de desapariciones lo que le generó una persecución y estigmatización por parte de los grupos armados y Fuerzas Militares de Colombia que desencadenó en la desaparición de su hija Carol Vanesa Restrepo el 25 de octubre de 2002, en el marco de la Operación Orión realizada durante la alcaldía de Luis Pérez Gutiérrez y la presidencia de Álvaro Uribe Vélez.
En 2001 sufrió un primer desplazamiento por amenazas de asesinato hacia otro barrio de la ciudad. El año siguiente, 2002, fue víctima de un segundo desplazamiento dentro de la misma comuna, y ya para el año 2018 debió salir definitivamente de la Comuna San Javier.
Luego de la desaparición de su hija en 2002 ingresó a la ONG Mujeres Caminando por la Verdad en el año 2006, donde ha liderado la lucha por la búsqueda de los desaparecidos de la Comuna 13 que se presume están enterrados en La Escombrera y ha representado en diferentes eventos nacionales e internacionales a las madres y familiares de la víctimas de la Operación Orión.

## Desaparición de Carol Vanesa
Según testigos la hija de Margarita Restrepo, Carol Vanesa Restrepo, fue abordada por paramilitares junto a dos amigos, Cristian Adrían Castrillón y Jhon Jairo Durango Machado, quienes también están desaparecidos, en la estación del Metro San Javier un viernes 25 de octubre de 2002. Los jóvenes fueron llevados a la fuerza hacia la parte alta de la Comuna 13, conocida como La Escombrera y no se volvió a saber de ellos.

## La Escombrera
En julio de 2015, la Alcaldía de Medellín y la Fiscalía pusieron en marcha el proyecto parra remover 20 mil metros cúbicos de tierra la en el espacio de La Arenera, un lote ubicado dentro de La Escombrera, donde se pretendía encontrar al menos 100 víctimas.
En ese entonces la búsqueda fue infructuosa, y hasta el año 2020 siguen sin encontrar un solo resto humano. El espacio sigue funcionando como relleno de escombros de la ciudad y recibe miles de centímetros cúbicos de tierra a diario, lo que dificulta la búsqueda de los cientos de desaparecidos a pesar de que las víctimas piden el cierre del lugar.

## Reconocimientos
- Margarita hace parte de la ONG Mujeres Caminando por la Verdad que en 2016 recibió el Premio Nacional a la Defensa de los Derechos humanos, entregado por Diakonia.[19]
- Mujeres Caminando por la Verdad fue reconocida como Sujeto de Reparación Colectiva ante la Unidad para la Atención y Reparación Integral a Víctimas de Colombia.[3]